# 2-я Никольская улица
2-я Никольская улица — улица в историческом центре Владимира, проходит от улицы Гагарина до улицы Никитская, за которой имеет продолжением улицу Дзержинского.

## История
Историческое название дано по Николо-Златовратской церкви, стоявшей на месте современного д. 9 по Большой Московской улице.
Улица являлась одной из границ городской Базарной площади, что определило её торговый характер, в частности, здесь находился торговый корпус, выстроенный купцом Вакхом Муравкиным, ряды мясных лавок, таможня, постоялый двор Сомова, хлебная пекарня Курнавина, булочная Богданова, трактир Панина, пивная Антипова. 11 сентября 1866 года на улице был открыт фонтан, питавшийся от вступившего в действие городского водопровода.
В годы советской власти, с 1925 по 1991 год, улица носила имя китайского революционера и политического деятеля Сунь Ятсена (1866—1925).
В середине 1922 года в д. 2 разместилась организованная во Владимире школа младшего милицейского комсостава. 1 сентября 1945 года в этом здании открылось художественно-ремесленное училище, его выпускниками впоследствии стали известные художники В. Волков, Н. Баранов, Н. Мокров, В. Смирнов, В. Далецкий.
В годы Великой Отечественной войны в д. 4 была открыта детская столовая на 1000 мест, а на углу в торговых рядах продавали терпкий, горький, но говорили — полезный от цинги — сок из сосновых и еловых иголок.
В 1930-е годы городской рынок был переведён на улицу Батурина. В декабре 2006 года открыт торговый комплекс «Северные торговые ряды».

## Достопримечательности
Комсомольский сквер
Владимирский областной театр кукол

## Известные жители

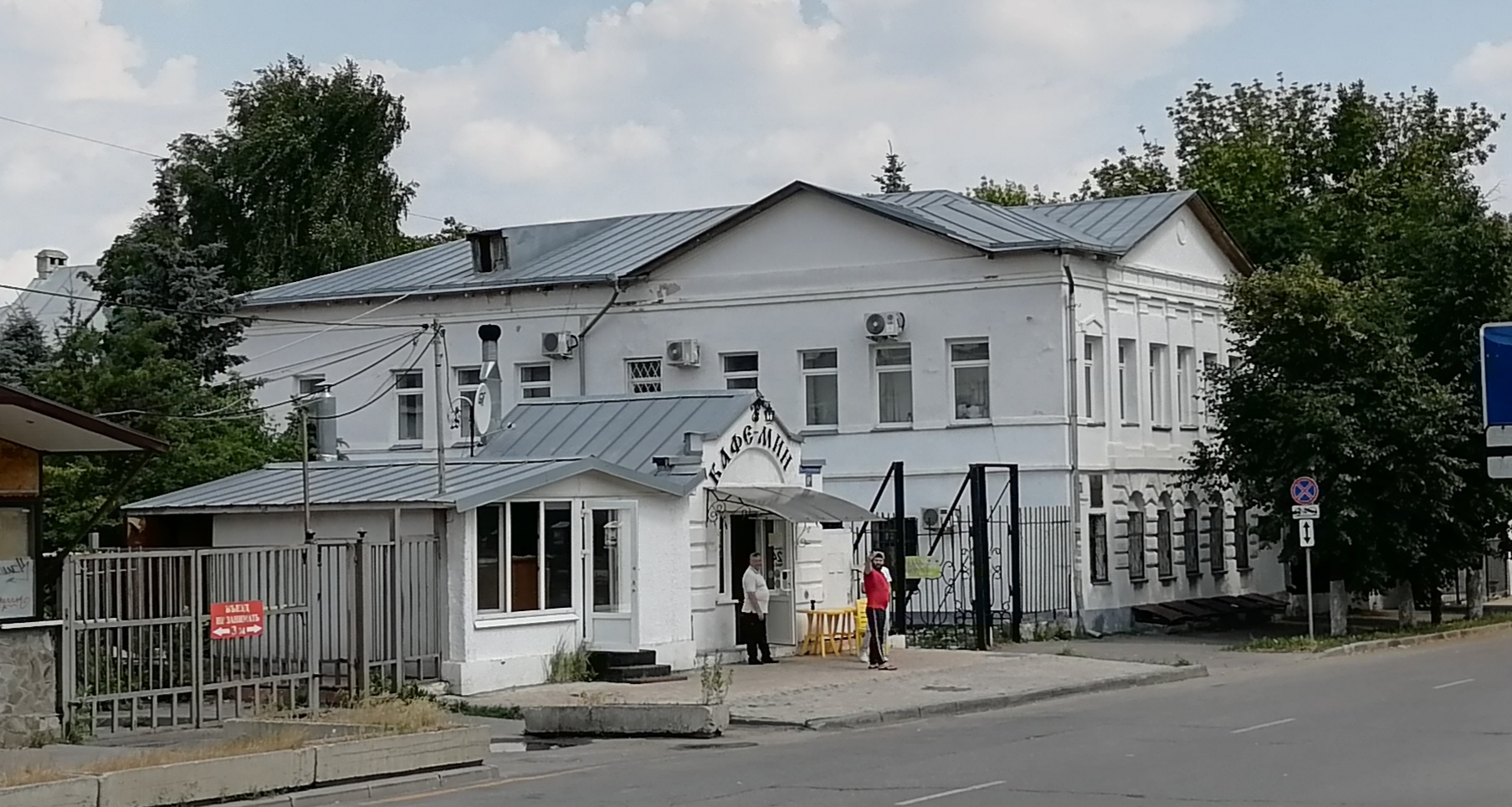
д. 8 — родительский дом М. Тихонравова и Н. Воронина.
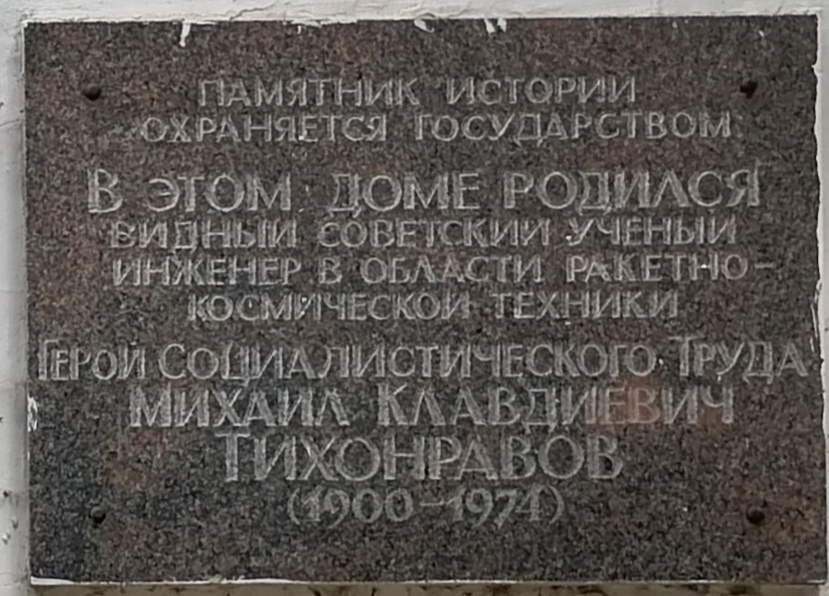
д. 8 — мемориальная доска М. Тихонравову
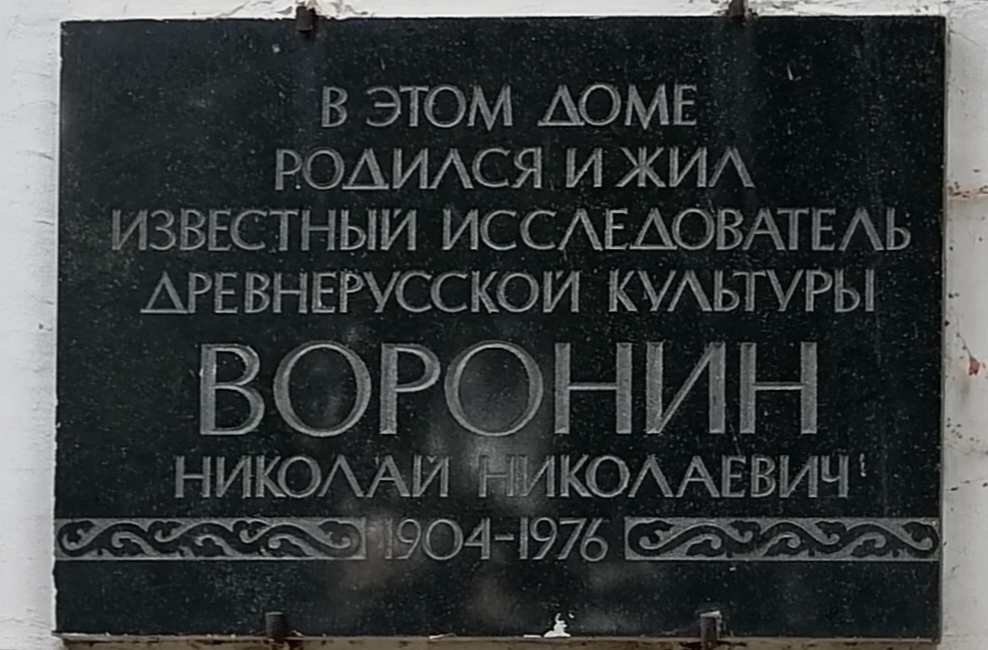
д. 8 — мемориальная доска Н. Воронину
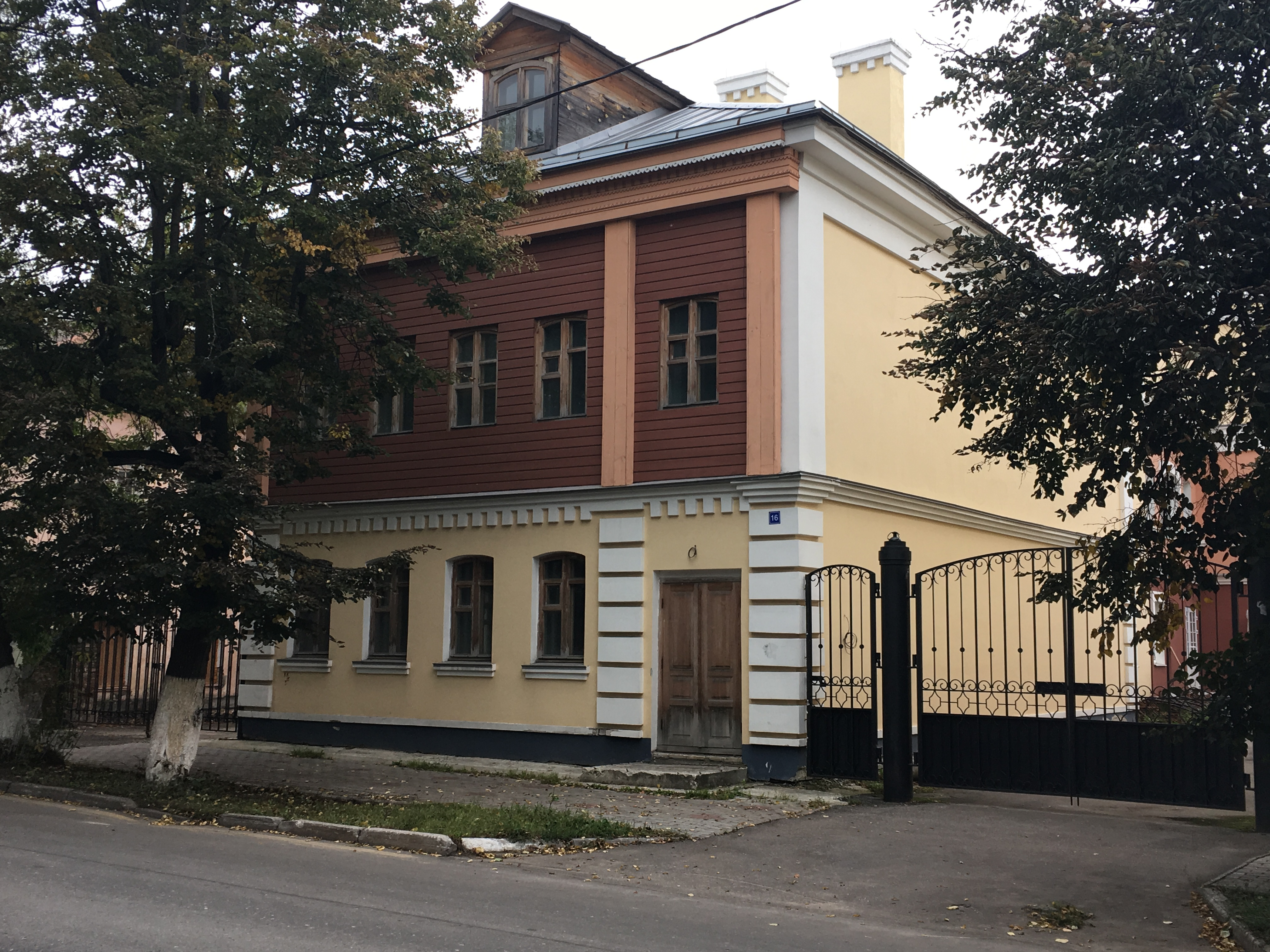
В этом доме жил А. Безыменский

д. 8 — Михаил Тихонравов (1900—1974), Николай Воронин (1904—1976).
д. 16 — Александр Безыменский (1898—1973).